# Pony (Pferd)

Pony

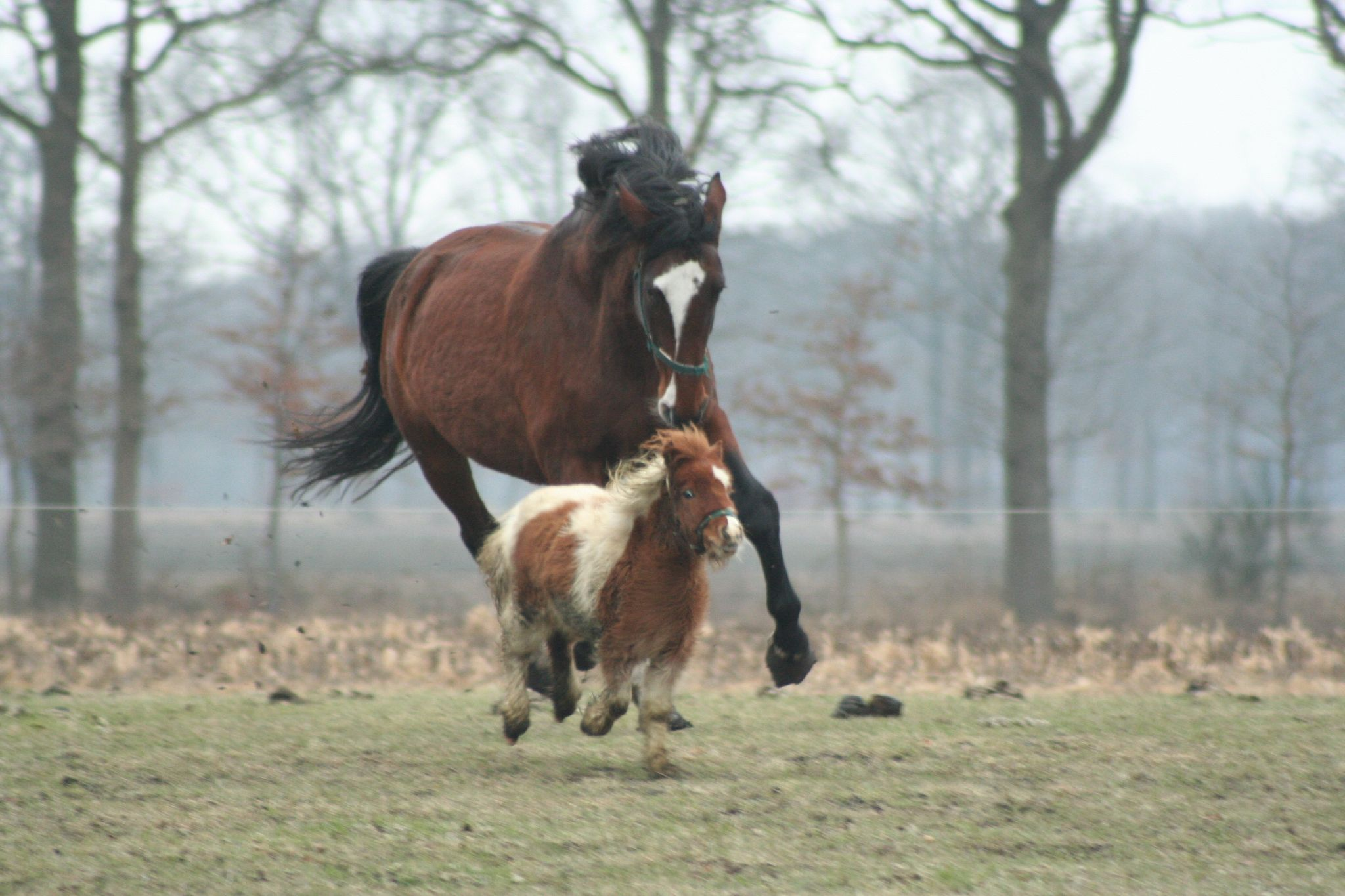
Pferd und Pony

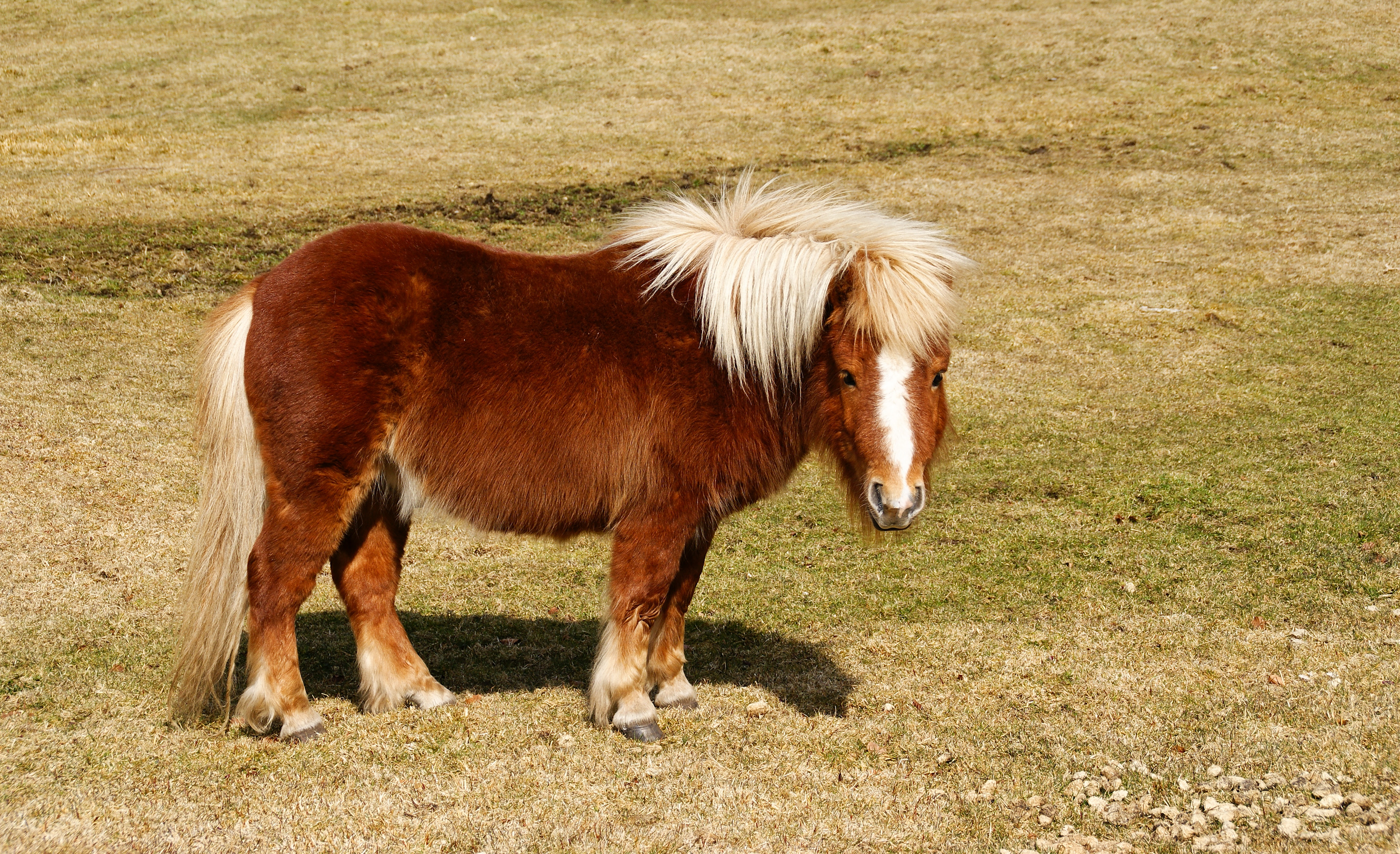
Shetlandpony (Ponytyp)

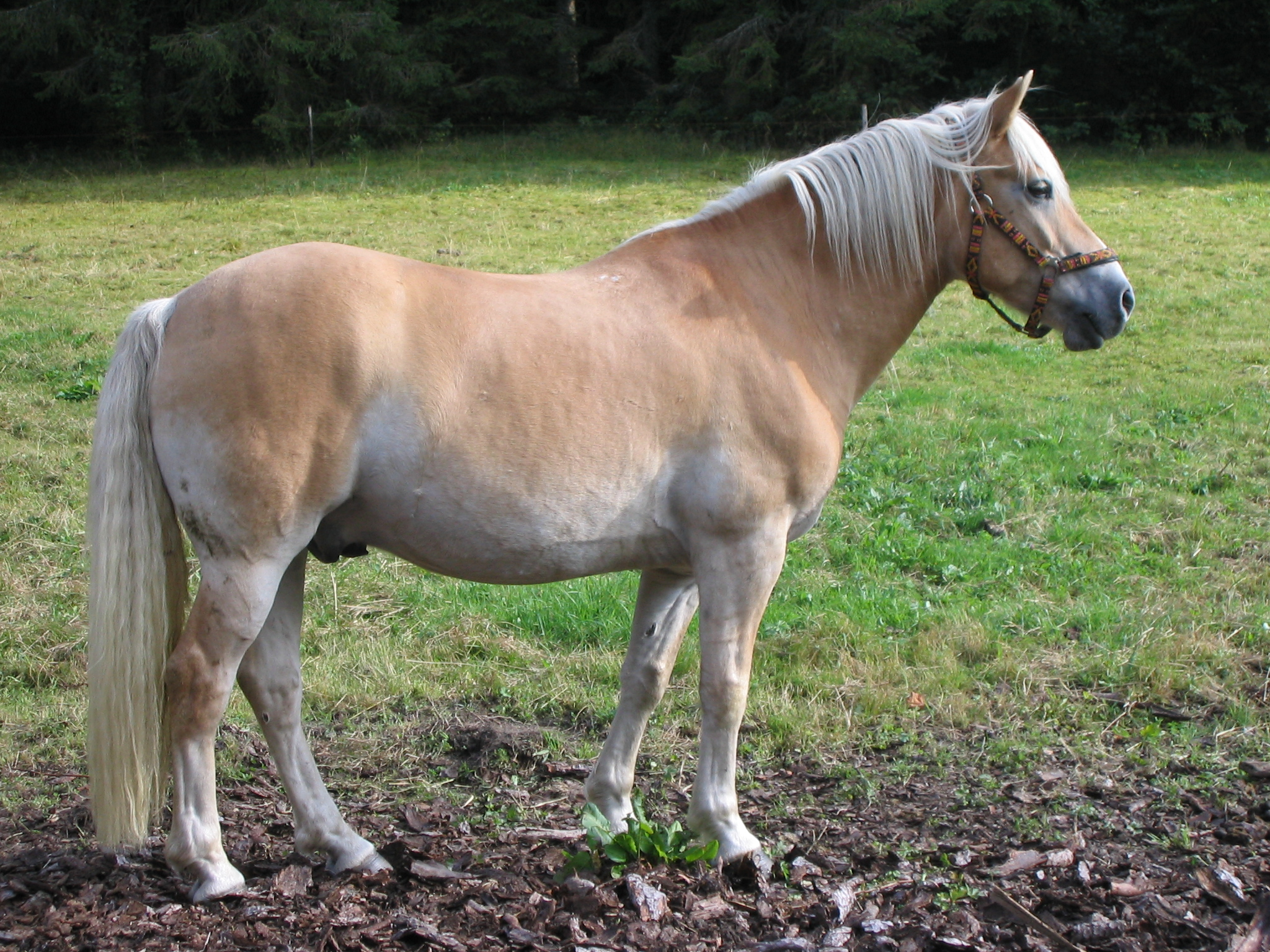
Haflinger (Freizeittyp, Kleinpferdtyp)

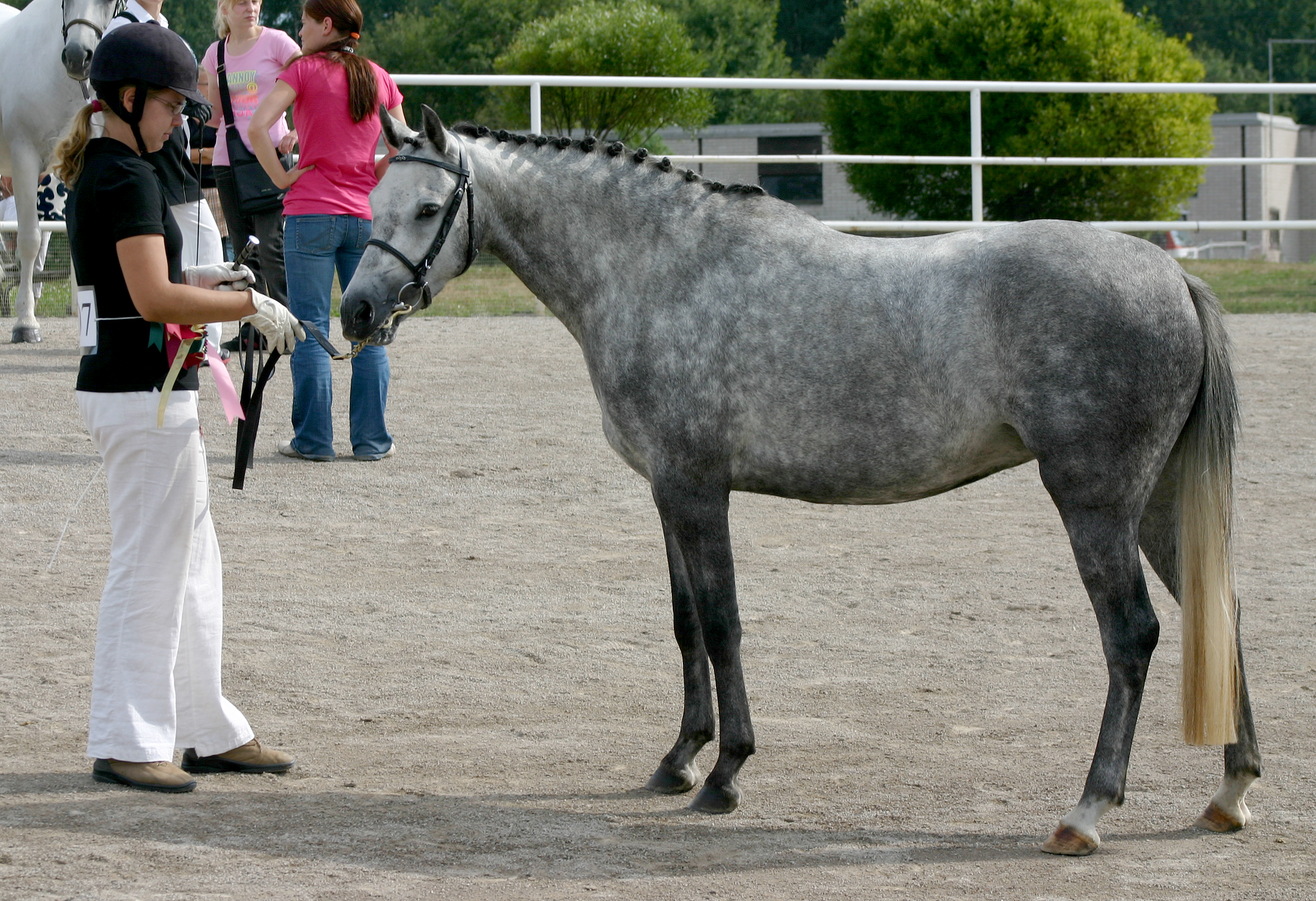
Welshpony (Sporttyp)

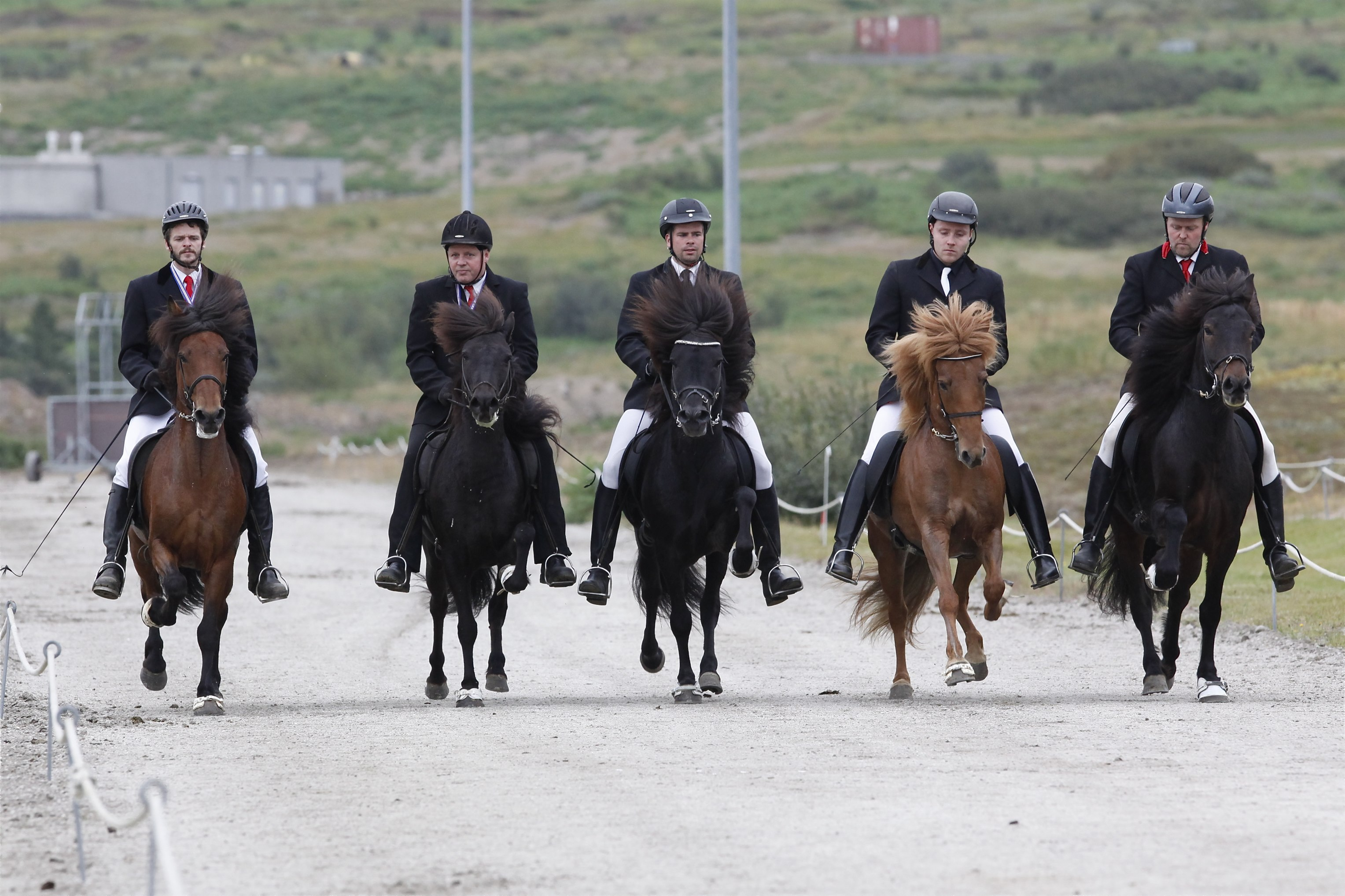
Dank ihres kräftigen Wuchses können Isländer auch schwere Reiter über lange Strecken tragen.

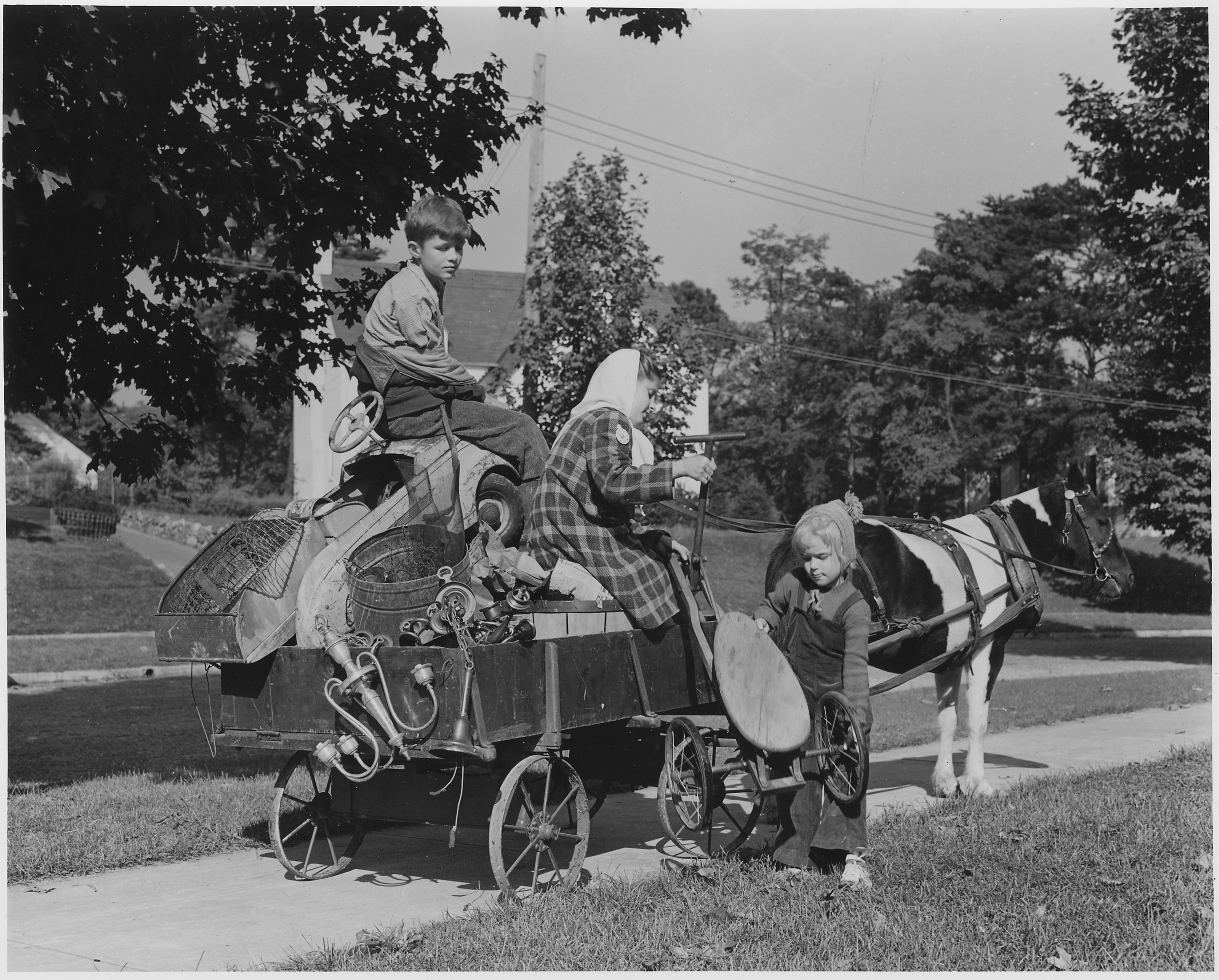
Sperrmüll mit Ponywagen in Virginia, 1942

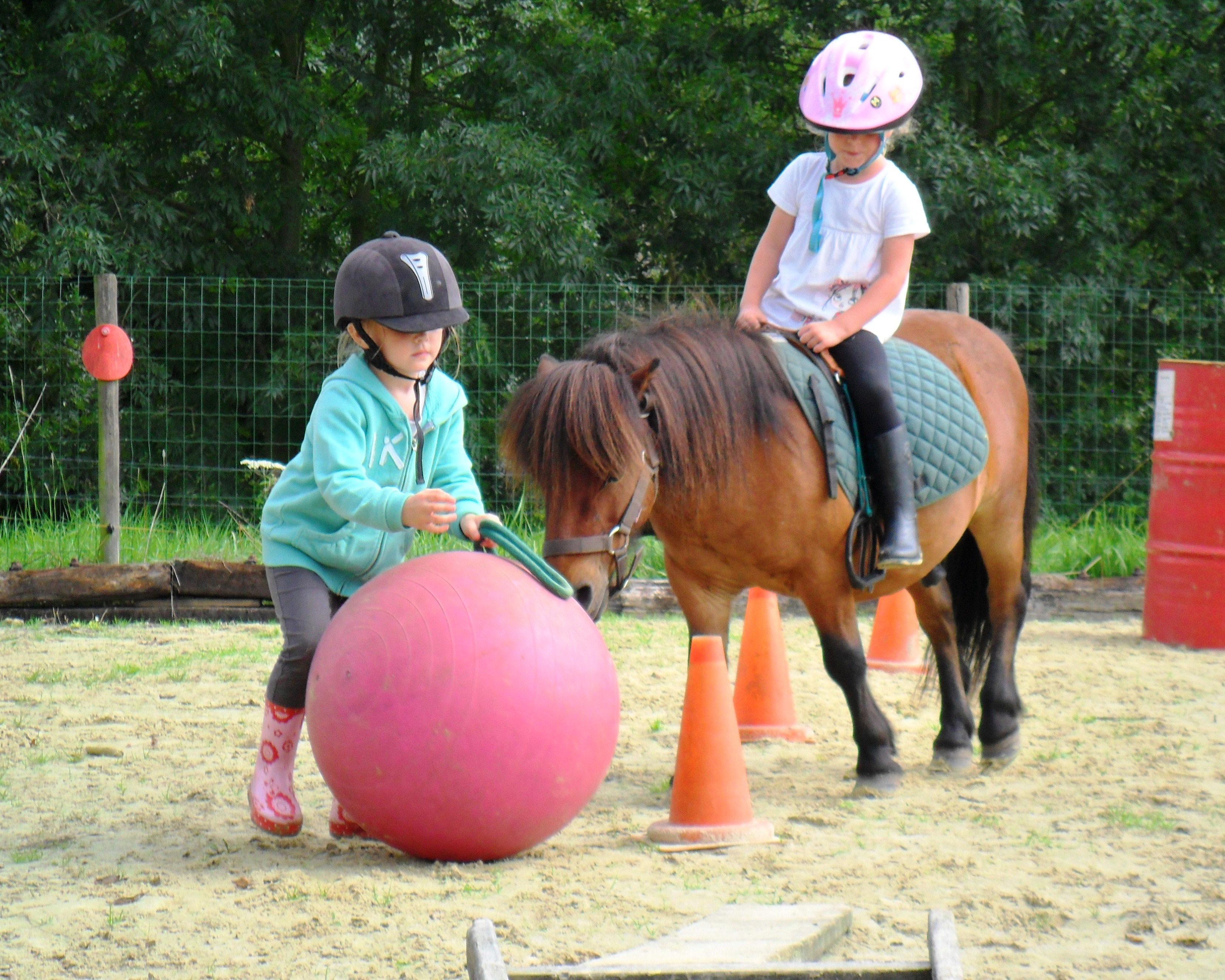
Kinderpony, Frankreich, 2011

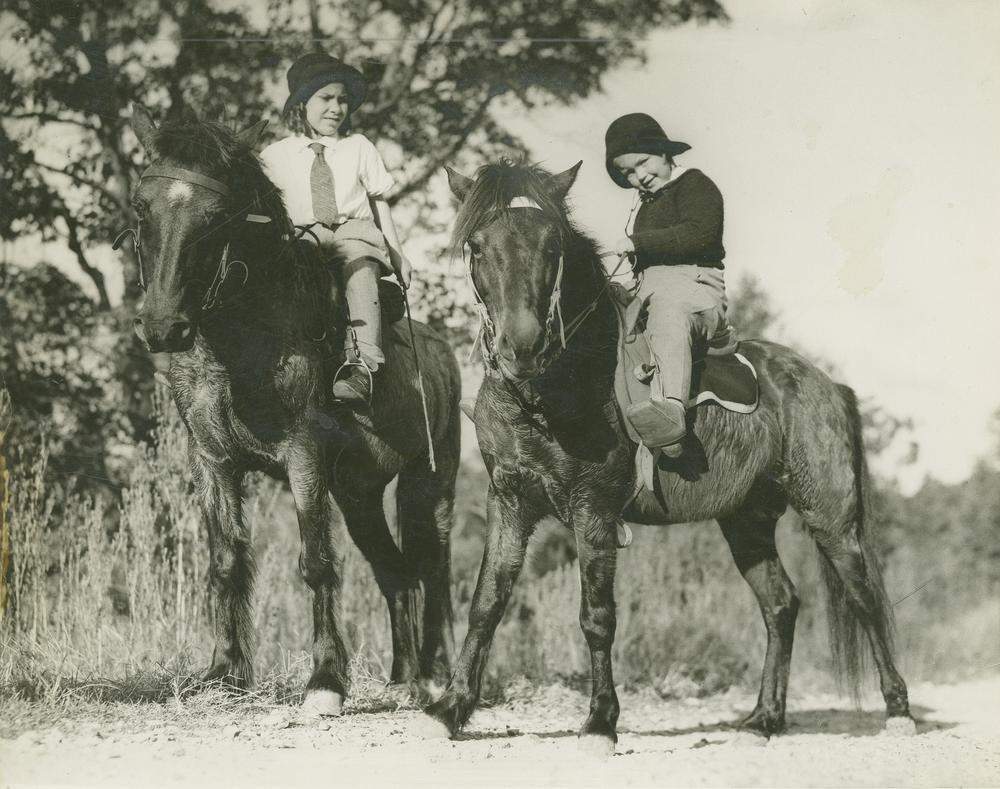
Kinder auf Ponys in Brisbane, 1940

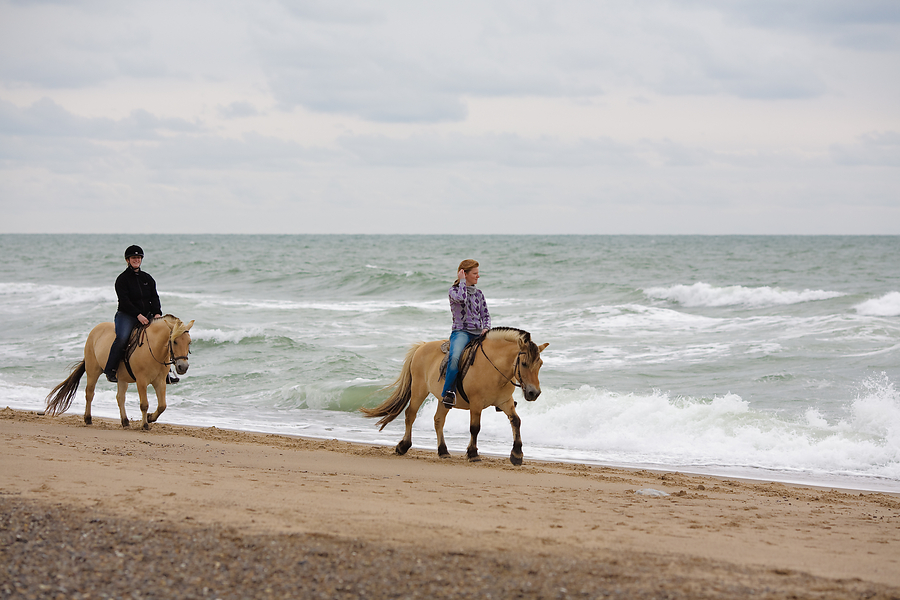
Norweger als Freizeitpferde, Dänemark 2009

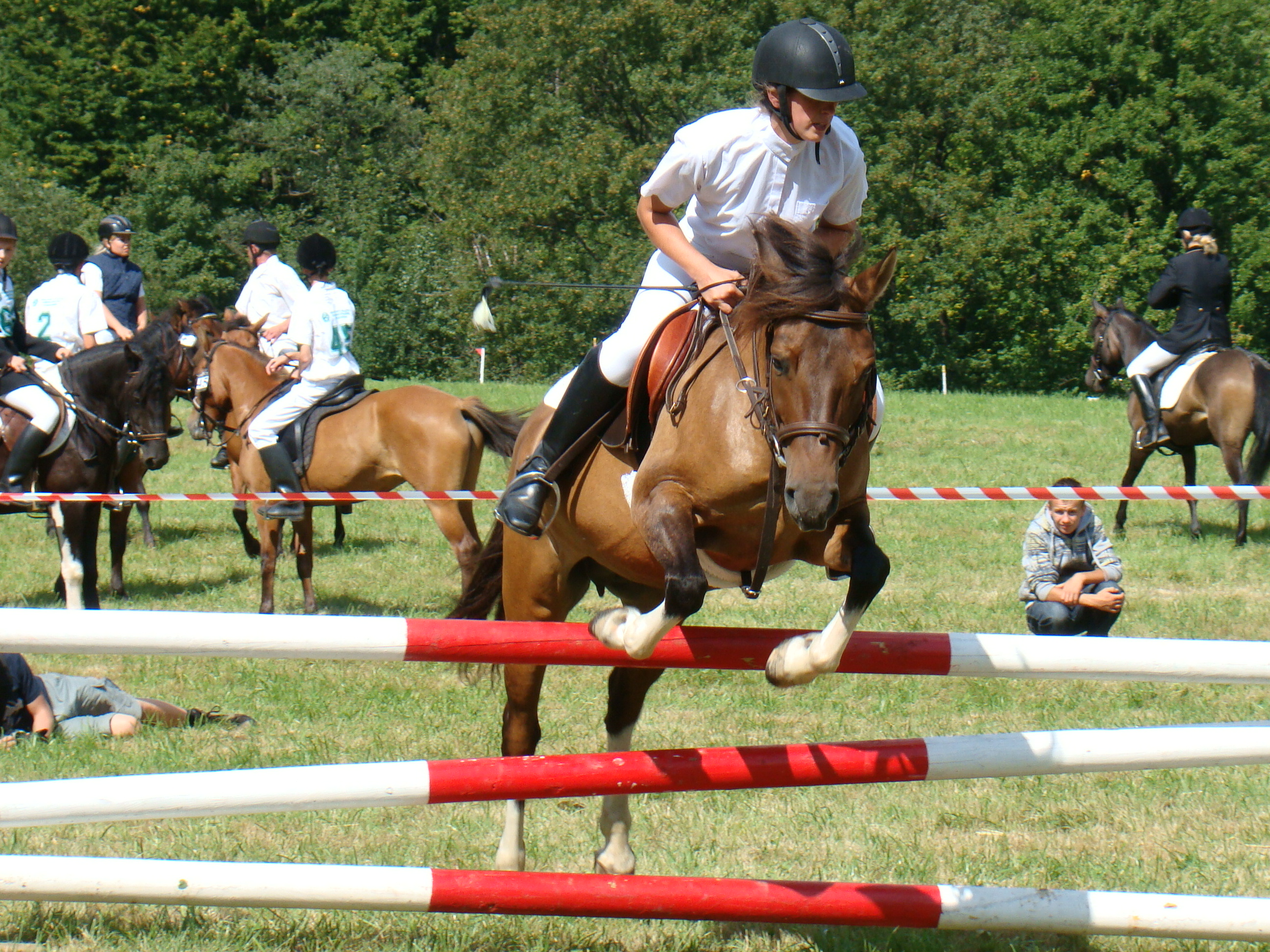
Springpony, Polen 2009

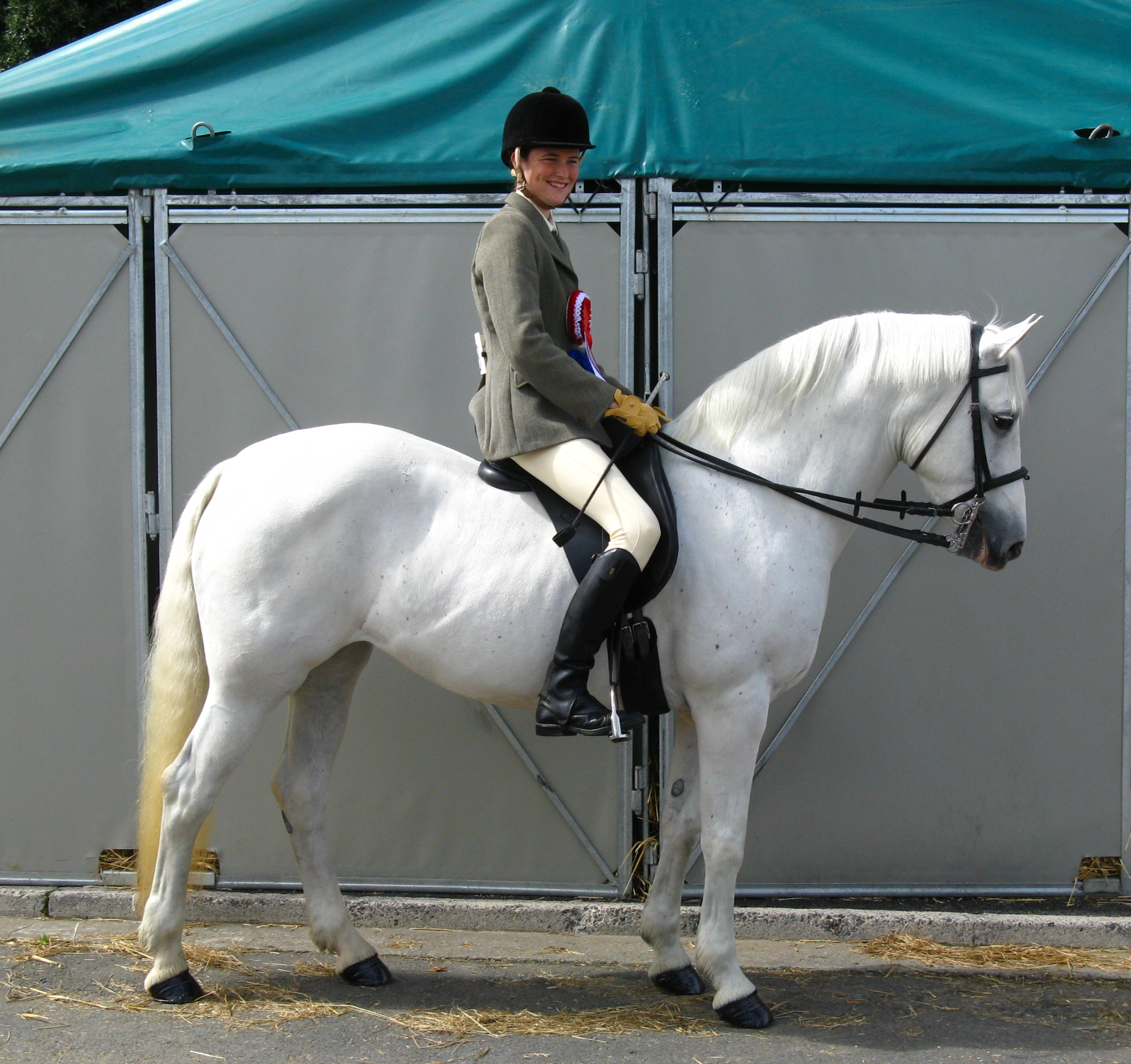
Connemara Dressurpony, Irland 2008

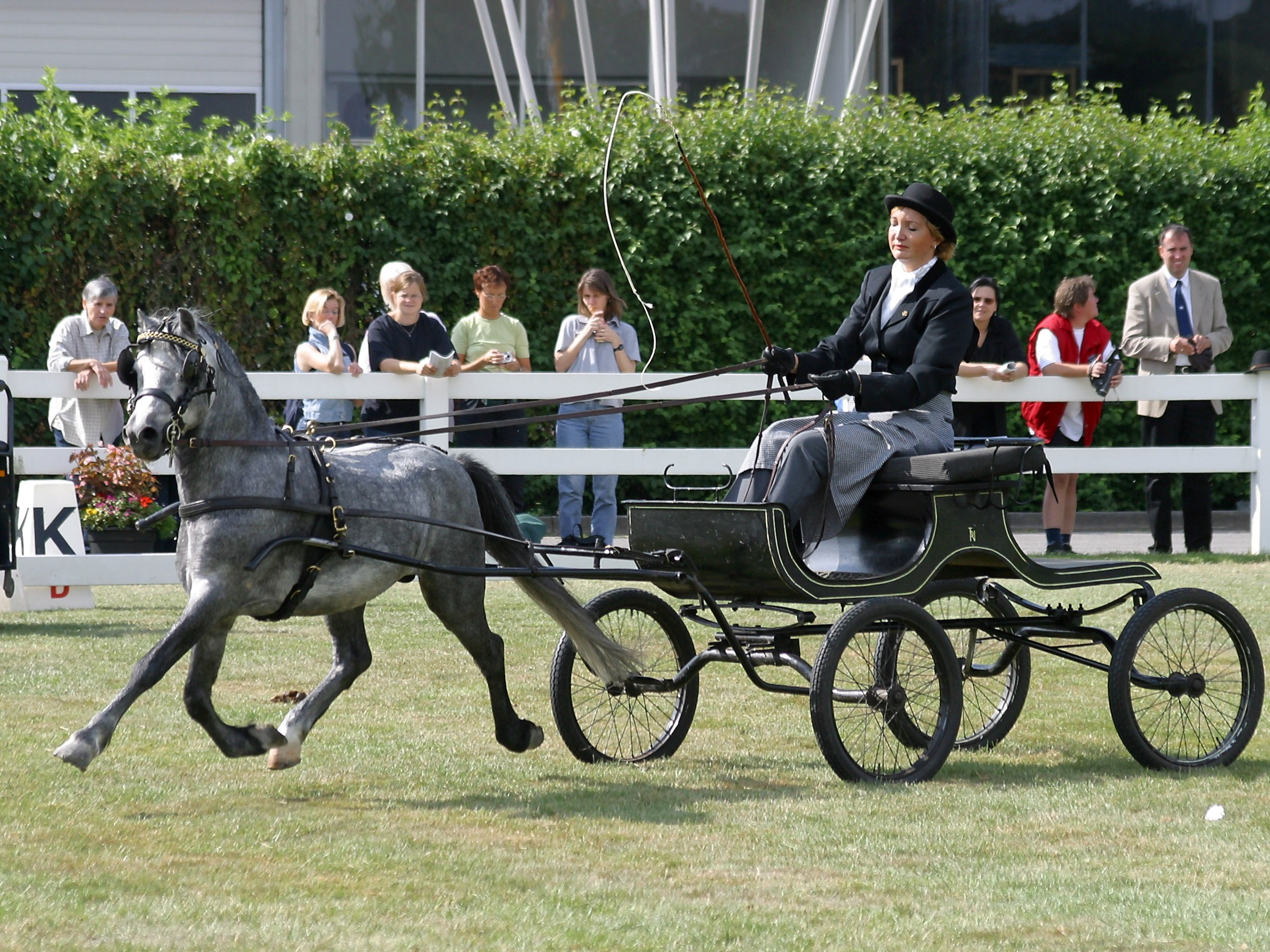
Welsh A als Fahrpony mit erwachsener Fahrerin, 2003

Ein Pony ist ein Pferd einer kleinwüchsigen Rasse. Im Ponysport darf ein Pony nicht größer als 148 cm Stockmaß sein.

## Begriff und Etymologie
Der Singular lautet das Pony (Plural: die Ponys). Die Frisur wird dagegen der Pony genannt. Ein unkastriertes männliches Pony heißt Ponyhengst, ein kastriertes männliches Pony heißt Ponywallach, ein weibliches Ponystute und ein junges Pony ist ein Ponyfohlen. Die Bezeichnung Pony stammt ursprünglich vom lateinischen pullus in der Bedeutung von Fohlen (später auch pullanus ‚junger Hengst‘). Aus dann altfranzösisch poulain oder poulent wurde im Schottischen poulenet in der Aussprache „pulnei“ und später „punei“ in der Schreibweise powney, was dann zu englisch powny und schließlich pony führte, welches dann im 19. Jahrhundert von dort entlehnt wurde. Pierers Universallexikon von 1847 führt bereits an, dass Ponys „… eine sehr kleine, zierliche, aber kräftige u. stark behaarte Pferderace“ sind und man „[…] die kleinsten Ponies […] auf den Shetlandsinseln, Island, Norwegen, Öland u. Corsika, etwas größer[e] […] [in] Wales, Galloway, Sardinien u. den Pyrenäen“ findet.

## Geschichte
Ponys entstanden als Landrassen durch Anpassung an harte Lebensbedingungen. Untersuchungen von mitochondrialer DNA, die über die weibliche Linie vererbt wird, weisen darauf hin, dass eine große Anzahl von wilden Stuten aus verschiedenen geographischen Regionen zur Entwicklung des Hauspferdes beigetragen haben. Im Gegensatz dazu weisen Studien an Y-DNA, die in der männlichen Linie vererbt wird, darauf hin, dass die heutigen Hauspferde nur auf eine geringe Anzahl, möglicherweise nur auf einen einzigen Hengst, zurückgehen.
Ponys dienten als genügsame Arbeitspferde, die mit geringerem Aufwand gehalten werden konnten, beispielsweise in kargen Gegenden oder auf kleinen Höfen. So dienten sie beispielsweise in Bergwerken als Grubenpferde.
Im 20. Jahrhundert wurde in viele Ponyrassen arabisches Blut eingekreuzt, um Sporttypen mit Reitpferdepoints zu erhalten.

## Beschreibung

### Ponytyp
Die typischen Ponyrassen sind Landrassen, welche sich durch stämmigen Wuchs, kurze, kräftige Beine, kleine, harte Hufe, kurzen Gesichtsschädel mit breiter Stirn, ausgeprägte Nüstern, kleine Ohren, reiches Langhaar mit dichter Schweifwurzelbehaarung (die so genannte Ponyglocke), starke Nerven und Leichtfuttrigkeit („gute Futterverwerter“) auszeichnen. Sie benötigen wenig bis kein Kraftfutter. Das Heu muss strukturreich sein und dosiert gefüttert werden. Um das Fressbedürfnis zu befriedigen und das Pony zu beschäftigen, kann zusätzlich Futterstroh gefüttert werden. Schon eine fette Weide kann zu einer gefährlichen Überfütterung führen, daher dürfen Ponys im Ponytyp nur auf kurze Weiden, die beispielsweise schon gemäht wurden. Möglichen Folgen von Überfütterung sind beispielsweise Hufrehe und Kreuzverschlag. Verwendet werden sie als Reit-, Trag- und Zugtiere. Sie sind meist kräftig genug, auch Erwachsene zu tragen. Aufgrund der großen Robustheit werden fast ausschließlich Rassen dieses Typs in halbwilder Haltung zur ganzjährigen Beweidung in Beweidungsprojekten eingesetzt. In ihrem Sozialverhalten zeichnen sich Ponys durch eine vergleichsweise geringe Individualdistanz und starke Herdenbindung aus.
Beispiele für typische Ponyrassen sind Shetlandpony, Dartmoor-Pony, Exmoor-Pony, New-Forest-Pony, Isländer, Highland-Pony, Dülmener und Konik.

### Kleinpferdetyp
In Deutschland gab es früher neben der international üblichen Unterscheidung zwischen Pony und Großpferd zusätzlich noch die Bezeichnung Kleinpferd. Das Kleinpferd war dabei mit einer Größe von mehr als 130 cm und weniger als 147,3 cm zwischen dem Pony und dem Großpferd angesiedelt. Unter Kleinpferden wurden insbesondere jene Rassen verstanden, die im Abschnitt „Freizeitpferd“ aufgeführt sind.
Heute wird in der Versicherungsbranche der Begriff Kleinpferd als Synonym zu Pony im Zusammenhang mit Pferdehaftpflichtversicherungen verwendet, bei denen sich die Tarife nach Klein- und Großpferd unterscheiden.

### Sporttyp (Reitponys)
Reitponys sind Ponyrassen im Sporttyp, die auf Reitpferdepoints wie einen längeren Rücken, eine gute Sattellage, raumgreifende Gänge und Springvermögen gezogen und im Ponysport eingesetzt werden. Diese Ponyrassen wurden oft mit Arabern veredelt und zeigen je nach Züchtungsgrad fließende Übergänge zwischen Ponytyp und Warmbluttyp. Durchgezüchtete Sportponys sehen oft aus wie Miniatur-Reitpferde und können wegen ihres leichten Körperbaus Erwachsene meist nicht über längere Zeit hinweg tragen. Diese Ponys sind meistens nicht mehr so leichtfuttrig wie der klassische Ponytyp.
Beispiele für den Sporttyp sind Welsh-Pony, Connemara-Pony und Deutsches Reitpony.

### Größe
Bei Einsatz in Turnieren dürfen Ponys und Kleinpferde ein bestimmtes Stockmaß nicht überschreiten. Die FEI legt dieses Stockmaß mit 148 cm ohne Hufeisen fest. In Deutschland wird des Weiteren unterschieden zwischen
- G-Ponys: 138 bis 148 Zentimeter Stockmaß (Endmaßponys),
- M-Ponys: 128 bis 137 Zentimeter Stockmaß,
- K-Ponys: bis 127 Zentimeter Stockmaß.

## Fütterung
Die Fütterung von typischen Ponyrassen unterscheidet sich von der Fütterung von Warmblütern. Ein typisches Pony benötigt wesentlich weniger Kraftfutter als ein Warmblüter. Ohne Arbeit, in der Erhaltungsfütterung, können im Sommer eine gute Weide und im Winter Heu und Wasser genügen. Je nach Bedarf ist es angebracht, Mineralfutter zu geben. Eine große Gefahr geht von übermäßig fetten Weiden und zu viel Kraftfutter aus, die Hufrehe, Kreuzverschlag und Koliken auslösen können. Auch ein Übermaß an Mineralfutter kann Hufschäden verursachen.

## Heutige Verwendung
Ponys werden als Kinderponys, im Freizeitreiterbereich und im Ponysport eingesetzt.

### Kinderponys
Ponyrassen sind durch ihre Größe insbesondere für Kinder und kleinere, leichtere Erwachsene geeignet.

### Freizeitpferde
Isländer, Haflinger und Norweger können aufgrund ihres kräftigen Körperbaus auch schwere Erwachsene tragen. Für ungeübte Reiter und Kinder sind die typischen Ponyrassen oft besser geeignet als Großpferde, da sie ein im Rücken schwingendes Großpferd mit ausgreifenden Gängen meist noch nicht aussitzen können.
Für Isländer gibt es eigene Breitensport-Wettbewerbe, die Hestadagar, sowie eine Turnierszene mit Gangprüfungen.

### Ponysport
Ponyreiter ist im Pferdesport die Altersklasse bis 16 Jahre. Für die Teilnahme an Ponyturnieren muss das Stockmaß des Ponys bescheinigt werden. Sportponys, die nahe an das erlaubte Stockmaß von 148 cm herankommen, werden als Endmaßponys bezeichnet. Endmaßponys sehen aus wie Miniatur-Reitpferde und können von ihrem leichten Körperbau her Erwachsene meist nicht über längere Zeit hinweg tragen. Es gibt sowohl Spring- als auch Dressurprüfungen für Ponyreiter.
Im Fahrsport können auch Erwachsene an Ponyprüfungen teilnehmen.

## Rassen (Auswahl)
Im Folgenden werden einige typische, im deutschen Sprachraum bekannte oder verbreitete Ponyrassen aufgeführt.
Ponytyp:
- Dartmoor-Pony
- Dülmener Wildpferd
- Exmoor-Pony
- Isländer
- Konik
- New-Forest-Pony
- Shetlandpony

Kleinpferdetyp:
- Haflinger, gibt es in verschiedenen Zuchtrichtungen, vom Sporthaflinger bis zum alten, schweren Schlag.
- Norwegisches Fjordpferd, auch Norweger oder Fjordpferd genannt.
- Mongolisches Pferd

Sporttyp:
- Connemara-Pony
- Deutsches Reitpony
- Lewitzer
- Welsh-A und Welsh B